# سیراب، نخجوان
سیراب (به ترکی آذربایجانی: Sirab) یک منطقهٔ مسکونی در جمهوری آذربایجان است که در شهرستان بابک واقع شده‌است. سیراب ۲٬۷۳۰ نفر جمعیت دارد.